# Мікрокаверни
Мікрокаверни (рос. микрокаверны; англ. microcaverns; нім. Mikrokavernen f pl) — дрібні порожнини (розміром від 0,05 до 1-2 мм), досить широко поширені в карбонатних нафтогазонасичених породах вторинного утворення, що пов'язане з розчиненням (вилуговуванням) органічних залишків, їх уламків, окремих зерен цементуючої або цементованої речовини чи агрегату зерен. Під мікрокавернами часто розуміють пори будь-якого розміру.
Син. — пори розчинення.